# Radiotelescopio FAST - Five hundred meter Aperture Spherical Telescope
Il FAST, acronimo di Five hundred meter Aperture Spherical Telescope ("Telescopio con apertura sferica di cinquecento metri"; in cinese: 五百米口径球面射电望远镜), è un radiotelescopio collocato nel sudovest della Cina, posizionato nella concavità di un bacino naturale (cinese: 大窝凼洼地; letteralmente: "depressione Da Wo Dang") nella contea di Pingtang, nella provincia del Guizhou.
Il progetto per la costruzione del FAST ha avuto inizio nel 2011 ed è stato completato a settembre 2016. Attualmente è  il radiotelescopio più grande e più sensibile al mondo, tre volte più sensibile del radiotelescopio dell'Osservatorio di Arecibo. Il suo costo previsto di 700 milioni di yuan (circa 110 milioni di dollari statunitensi o 100 milioni di euro) è lievitato fino a raggiungere il valore finale di 1,2 miliardi di yuan (circa 160 milioni di euro).

## Storia
La prima proposta del radiotelescopio fu fatta nel 1994. Il progetto fu approvato dalla Commissione nazionale per lo sviluppo e la riforma della Repubblica popolare cinese a giugno 2007. Il 26 dicembre 2008 si è tenuta la cerimonia di posa della prima pietra nel sito di costruzione. La costruzione vera e propria, iniziata a marzo 2011, si è conclusa nel 2016. Il radiotelescopio è stato poi attivato a settembre 2016.

## Descrizione
FAST è composto da 4 600 pannelli triangolari ed ha un design simile a quello del Radiotelescopio di Arecibo. 
I pannelli sono microforati per fare passare l'acqua piovana e la luce solare.
Utilizza una depressione carsica naturale come supporto per la parabola del telescopio. Come suggerito dal nome, ha un diametro di 500 metri (1600 ft). A differenza dalla parabola dello strumento di Arecibo, che aveva una curvatura sferica fissa (e quindi un complesso sistema per contrastare l'aberrazione sferica), FAST usa una superficie ottica attiva che modifica di continuo per creare una parabola allineata il meglio possibile con la porzione desiderata di cielo. FAST ha una dimensione effettiva utilizzabile della parabola di 300 m (paragonata al diametro effettivo di Arecibo, pari a 200 m). È capace di coprire il cielo all'interno di un angolo di 40° dallo zenith (comparato ai 20° gradi di Arecibo). Lo spettro di frequenza di funzionamento si estende da 70 MHz a 3,0 GHz, con una precisione di puntamento di 4 secondi d'arco.
Lo sfruttamento di una depressione carsica, larga a sufficienza per consentire di ospitare i 500 metri della parabola del telescopio e abbastanza profonda da consentire uno zenith di 40°, ha facilitato la costruzione della parabola, riducendo i tempi per i lavori di sbancamento. La cabina di ricezione del segnale — sospesa a 140 m sopra il riflettore — è sostenuta e guidata da cavi e da servomeccanismi con l'aggiunta di un robot secondario che serve da sistema di regolazione fine per gli spostamenti di precisione.
Il responsabile scientifico del progetto è Nan Rendong (cinese: 南仁东), ricercatore dell'Osservatorio astronomico nazionale della Cina, che fa parte della Accademia cinese delle scienze.

## Collaborazioni
Ad ottobre 2016 il FAST ha annunciato una collaborazione con il progetto SETI Breakthrough Listen al fine di rilevare segnali artificiali provenienti dalla stella KIC 8462852 (stella di Tabby), progetto avviato in seguito a differenze anomale di luminosità rilevate dal telescopio Kepler.
A fine 2020 il coordinatore del comitato scientifico di FAST ha dichiarato che, in un'ottica di apertura e collaborazione internazionale, dal 2021 accetterà le richieste da parte di scienziati stranieri che desiderano utilizzare lo strumento per le loro ricerche; tale apertura, se confermata e supportata adeguatamente consentirebbe di attenuare il contraccolpo sulla ricerca radioastronomica a seguito del crollo del radiotelescopio di Arecibo avvenuto pochi mesi prima.